# Ceres (planetă pitică)
Ceres (/ˈtʃe.res/; denumirea de planetă minoră: 1 Ceres) este o planetă pitică din centura de asteroizi, între orbitele lui Marte și Jupiter. A fost primul asteroid descoperit pe 1 ianuarie 1801 de către Giuseppe Piazzi la Observatorul Astronomic din Palermo în Sicilia și anunțat ca o nouă planetă. Ceres a fost mai târziu clasificat ca un asteroid și apoi o planetă pitică, singura care se află mereu la interior de orbita lui Neptun.
Dimensiunea mică a lui Ceres înseamnă că, chiar și când e cel mai strălucitor, este prea slab pentru a fi văzută cu ochiul liber, exceptând pe un cer extrem de întunecat. Magnitudinea sa aparentă variază de la 6,7 la 9,3,atingând un maxim la opoziție (când este cel mai aproape de Pământ) o dată la fiecare perioadă sinodică de 15 până la 16 luni. Drept urmare, formele sale de relief sunt abia vizibile chiar și cu cele mai puternice telescoape și se știa puțin despre el până când sonda spațială Dawn a NASA s-a apropiat de Ceres pentru misiunea sa orbitală în 2015.
Dawn a descoperit că suprafața lui Ceres este un amestec de gheață și minerale hidrate, cum ar fi carbonați și argilă. Datele gravitaționale sugerează că Ceres este parțial diferențiat într-o manta/miez noroios (rocă cu gheață) și o scoarță mai puțin densă, dar mai dură, care este cel mult treizeci la sută gheață în volum. Deși Ceres probabil nu are un ocean intern de apă lichidă, saramure curg în continuare prin mantaua superioară și ajung la suprafață, permițând criovulcanilor precum Ahuna Mons să se formeze aproximativ la fiecare cincizeci de milioane de ani. Acest lucru face din Ceres cel mai apropiat corp criovulcanic activ cunoscut de Soare, iar saramurele oferă un potențial habitat pentru viața microbiană.
În ianuarie 2014, în jurul Ceresului au fost detectate emisii de vapori de apă, creând o atmosferă slabă, tranzitorie, cunoscută sub numele de exosferă. 

## Istorie

### Descoperire
În anii dintre acceptarea heliocentrismului și descoperirea lui Neptun, mai mulți astronomi au susținut că legile matematice au prezis existența unei planete ascunse sau lipsă între orbitele lui Marte și Jupiter. În 1596, astronomul teoretic Johannes Kepler a crezut că raporturile dintre orbitele planetare se vor conforma cu designul lui Dumnezeu doar cu adăugarea a două planete: una între Jupiter și Marte și una între Venus și Mercur.  Alți teoreticieni, precum Immanuel Kant, s-au gândit dacă golul a fost creat de gravitația lui Jupiter; în 1761, astronomul și matematicianul Johann Heinrich Lambert a întrebat: „Și cine știe dacă deja lipsesc planete care au plecat din vastul spațiu dintre Marte și Jupiter? Atunci se corpurilor cerești, precum și Pământului, că cei mai puternici îi supără pe cei mai slabi și Jupiter și Saturn sunt destinați să jefuiască pentru totdeauna?” 
În 1772, astronomul german Johann Elert Bode, citând pe Johann Daniel Titius, a publicat o formulă cunoscută mai târziu sub numele de legea Titius–Bode care părea să prezică orbitele planetelor cunoscute dar cu un decalaj inexplicabil între Marte și Jupiter.   Modelul a prezis că ar trebui să existe o altă planetă cu o rază orbitală aproape de 2,8 unități astronomice (AU), sau 420 milioane km, de la Soare.  Legea Titius – Bode a câștigat mai multă credibilitate odată cu descoperirea lui William Herschel a lui Uranus aproape de distanța prezisă pentru o planetă dincolo de Saturn.  În 1800, un grup condus de Franz Xaver von Zach, editor al revistei germane de astronomie Monatliche Correspondenz (Corespondența lunară), a trimis cereri către 24 de astronomi cu experiență ,pe care el i-a numit „poliția cerească”,  cerându-le să-și combine eforturile și să înceapă o căutare metodică a planetei așteptate.  Deși nu l-au descoperit pe Ceres, au găsit ulterior asteroizii Pallas, Juno și Vesta. 
Unul dintre astronomii selectați pentru căutare a fost Giuseppe Piazzi, un preot catolic la Academia din Palermo, Sicilia. Înainte de a primi invitația sa de a se alătura grupului, Piazzi l-a descoperit pe Ceres pe 1 ianuarie 1801.  Căuta „cea de-a 87-a [stea] din Catalogul stelelor zodiacale ale domnului la Caille ”, , dar a descoperit că „era precedată de alta”.  În loc de o stea, Piazzi găsise un obiect asemănător unei stele în mișcare, despre care a crezut mai întâi că era o cometă.  Piazzi l-a observat pe Ceres de 24 de ori, ultima dată pe 11 februarie 1801, când boala i-a întrerupt munca. El și-a anunțat descoperirea pe 24 ianuarie 1801 în scrisori către doar doi colegi astronomi, compatriotul său Barnaba Oriani din Milano și Bode din Berlin.  El l-a raportat ca o cometă, dar „din moment ce mișcarea sa este atât de lentă și destul de uniformă, m-am gândit de mai multe ori că ar putea fi ceva mai bun decât o cometă”.  În aprilie, Piazzi a trimis observațiile sale complete lui Oriani, Bode și astronomului francez Jérôme Lalande. Informația a fost publicată în ediția din septembrie 1801 a Monatliche Correspondenz. 
Până în acel moment, poziția aparentă a lui Ceres se schimbase (în cea mai mare parte din cauza mișcării Pământului în jurul Soarelui) și era prea aproape de strălucirea Soarelui pentru ca alți astronomi să confirme observațiile lui Piazzi. Spre sfârșitul anului, Ceres ar fi trebuit să fie din nou vizibil, dar după atât de mult timp a fost greu de prezis poziția exactă. Pentru a-l recupera pe Ceres, matematicianul Carl Friedrich Gauss, pe atunci în vârstă de 24 de ani, a dezvoltat o metodă eficientă de determinare a orbitei.  În câteva săptămâni, el a prezis orbita lui Ceres și i-a trimis rezultatele lui von Zach. Pe 31 decembrie 1801, von Zach și colegul lui polițist ceresc Heinrich W. M. Olbers l-au găsit pe Ceres aproape de poziția prezisă și au continuat să-i înregistreze poziția.  La 2,8 UA de Soare, Ceres părea să se potrivească aproape perfect cu legea Titius – Bode; cu toate acestea, când Neptun a fost descoperit 1846, era cu 8 UA mai aproape decât se prevedea, ceea ce a determinat majoritatea astronomilor să concluzioneze că legea a fost o coincidență.
Primii observatori au putut calcula dimensiunea lui Ceres cu o eroare de un ordin de mărime. Herschel i-a subestimat diametrul la 260 kilometri (160 mi) în 1802, în timp ce în 1811 astronomul german Johann Hieronymus Schröter l-a supraestimat ca fiind de 2,613 kilometri (1,624 mi).  Abia în anii 1970, când fotometria în infraroșu a permis măsurători mai precise ale albedo-ului său, diametrul lui Ceres a fost determinat cu o erore de 10% din valoarea sa reală de 939 km. 

### Nume și simbol
Numele propus de Piazzi pentru descoperirea sa a fost Ceres Ferdinandea: Ceres, după zeița romană a agriculturii, a cărei casă pământească și cel mai vechi templu se afla în Sicilia; și Ferdinandea în onoarea monarhului și finanțatorului lui Piazzi, regele Ferdinand al III-lea al Siciliei.  Acesta din urmă nu era acceptabilă pentru alte națiuni și a fost abandonată. Înainte de recuperarea lui Ceres de către von Zach în decembrie 1801, von Zach s-a referit la planetă ca Hera, iar Bode a numit-o Juno. În ciuda obiecțiilor lui Piazzi, aceste nume au câștigat curent în Germania înainte ca existența obiectului să fie confirmată. Odată ce-a fost, astronomii s-au stabilit pe numele lui Piazzi. 
Formele adjectivale ale lui Ceres sunt Cererian   și Cererean,  ambele pronunțate /tʃe.reˈre̯an/.   Ceriul, un element pământ rar descoperit în 1803, a fost numit după planeta pitică Ceres.  
Vechiul simbol astronomic al lui Ceres, folosit încă în astrologie, este o seceră, ⟨⚳⟩   Secera a fost unul dintre simbolurile clasice ale zeiței Ceres și a fost sugerat, aparent independent, de von Zach și Bode în 1802.  Ca formă este asemănător simbolului ⟨♀⟩(un cerc cu o cruce dedesubt) al planetei Venus, dar cu o întrerupere în cerc. Avea diverse variante grafice minore, inclusiv o formă inversată tipărită ca „C” (litera inițială în numele Ceres ) cu un semn plus. Simbolul generic de asteroid, un disc numerotat, ⟨①⟩, a fost introdus în 1867 și a devenit rapid norma.   Secera a fost înviată în uz astrologic în 1973.

### Clasificare
|  | Graficele sunt indisponibile din cauza unor probleme tehnice. Mai multe informații se găsesc la Phabricator și la wiki-ul MediaWiki. |

Categorizarea lui Ceres s-a schimbat de mai multe ori și a fost subiectul unor neînțelegeri. Bode credea că Ceres este „planeta dispărută” despre care a propus că există între Marte și Jupiter.  Lui Ceres i s-a atribuit un simbol planetar și a rămas listat ca planetă în cărțile și tabelele de astronomie (împreună cu Pallas, Juno și Vesta) timp de peste jumătate de secol. 
Pe măsură ce alte obiecte au fost descoperite în vecinătatea lui Ceres, astronomii au început să bănuiască că Ceres reprezintă primul dintr-o nouă clasă de obiecte.  În 1802, odată cu descoperirea lui Pallas, Herschel a inventat termenul de asteroid (" asemănător stelelor") pentru aceste corpuri,  scriind că "seamănă atât de mult cu stele mici încât cu greu pot fi distinse de ele, chiar și cu telescoape foarte bune.".  În 1852, astronomul Johann Franz Encke, în Berliner Astronomisches Jahrbuch, declarând că sistemul tradițional de acordare a simbolurilor planetare este prea greoi pentru aceste noi obiecte, a introdus în schimb un nou sistem de plasare a numerelor înaintea numelor în ordinea descoperirii. Inițial, sistemul de numerotare a început cu al cincilea asteroid, 5 Astraea, ca numărul 1, dar în 1867 Ceres a fost adoptat în noul sistem sub numele 1 Ceres.
Până în anii 1860, astronomii au acceptat pe scară largă că există o diferență fundamentală între planetele majore și asteroizii precum Ceres, deși cuvântul „planetă” nu a fost încă definit cu precizie.  În anii 1950, în general oamenii de știință au încetat să considere majoritatea asteroizilor drept planete, dar Ceres și-a păstrat uneori statutul după aceea din cauza complexității sale geofizice asemănătoare celei unei planete.  Apoi, în 2006, dezbaterea în jurul lui Pluto a condus la apeluri pentru o definiție a „planetei” și la posibila reclasificare a lui Ceres, poate chiar la restabilirea sa generală ca planetă.  O propunere de dinaintea Uniunii Astronomice Internaționale (IAU), organizația globală responsabilă de nomenclatura și clasificarea astronomică, a definit o planetă ca „un corp ceresc care (a) are o masă suficientă pentru ca autogravitația sa să învingă forțele unui corp rigid, astfel încât preia o formă de echilibru hidrostatic (aproape rotundă) și (b) se află pe orbită în jurul unei stele și nu este nici o stea, nici un satelit al unei planete".  Dacă această rezoluție ar fi fost adoptată, ea ar fi făcut din Ceres a cincea planetă în ordinea Soarelui,  dar pe 24 august 2006 adunarea a adoptat cerința suplimentară conform căreia o planetă trebuie să fi „curățat vecinătatea orbitei sale”. Ceres nu este o planetă pentru că nu-și domină orbita, împărțind-o cu mii de alți asteroizi din centura de asteroizi și constituind doar aproximativ patruzeci la sută din masa totală a centurii.  Corpurile care au îndeplinit prima definiție propusă, dar nu și a doua, cum ar fi Ceres, au fost în schimb clasificate drept planete pitice.  Geologii planetari încă ignoră adesea această definiție și consideră că Ceres este oricum o planetă.
Ceres este o planetă pitică, dar există o oarecare confuzie dacă este și un asteroid. O pagină web a NASA afirmă că Vesta, al doilea cel mai mare obiect al centurii, este cel mai mare asteroid.  IAU a fost echivoc cu privire la acest subiect,   deși Minor Planet Center, organizația însărcinată cu catalogarea unor astfel de obiecte, spune că planetele pitice pot avea desemnări duble  și comunitatea IAU/USGS/NASA Gazetteer îl clasifică pe Ceres atât ca asteroid, cât și ca planetă pitică. 

## Orbită

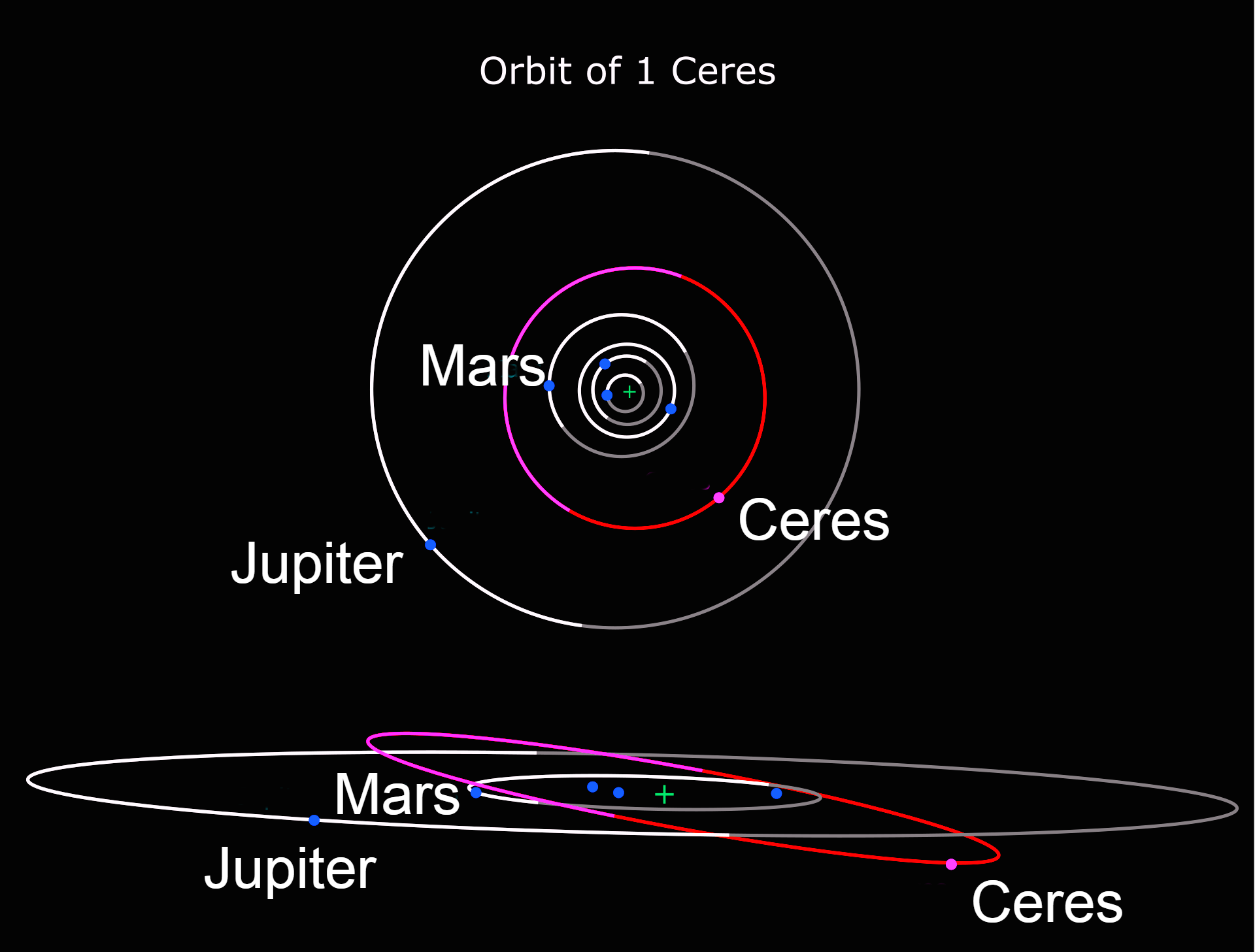
Orbitele lui Ceres (roșu, înclinată) împreună cu Jupiter și planetele interioare (alb și gri). Diagrama de sus arată orbita lui Ceres văzută de sus. Diagrama de jos este o vedere laterală care arată înclinația orbitală a lui Ceres față de ecliptică. Nuanțele mai deschise indică deasupra eclipticii; mai întunecate indică dedesupt.

Ceres urmează o orbită între Marte și Jupiter, aproape de mijlocul centurii de asteroizi, cu o perioadă orbitală (an) de 4,6 ani pământeni. În comparație cu alte planete și planete pitice, orbita lui Ceres este moderat înclinată față de cea a Pământului, cu o înclinație (i) de 10,6°, comparativ cu 7° pentru Mercur și 17° pentru Pluto. Este și ușor alungită, cu o excentricitate (e) = 0,08, comparativ cu 0,09 pentru Marte. 
Ceres nu face parte dintr-o familie de asteroizi, probabil din cauza proporției sale mari de gheață, deoarece corpuri mai mici, cu aceeași compoziție, s-ar fi sublimat complet pe parcursul vârstei Sistemului Solar.  Se credea odată a fi un membru al familiei Gefion,  ai cărei membri împărtășesc elemente orbitale similare, sugerând o origine comună printr-o coliziune între asteroizi în trecut. Mai târziu s-a descoperit că Ceres are o compoziție diferită față de familia Gefion  și pare a fi un intrus, având elemente orbitale similare, dar nu o origine comună.

### Rezonanțe
Datorită maselor lor mici și separărilor mari, obiectele din centura de asteroizi cad rareori în rezonanțe gravitaționale unele cu altele.  Cu toate acestea, Ceres este capabil să captureze alți asteroizi în rezonanțe temporare 1:1 (făcându-i troieni temporari), pentru perioade de la câteva sute de mii până la mai mult de două milioane de ani. Au fost identificate 50 de astfel de obiecte. Ceres este aproape de o rezonanță orbitală de 1:1 cu Pallas (perioadele lor orbitale diferă cu 0,2%), dar nu suficient de aproape pentru a fi semnificativă pe perioade de timp astronomice. 

## Rotație și înclinare axială
Perioada de rotație a lui Ceres (ziua Cereriană) este de 9 ore și 4 minute, micul crater ecuatorial Kait a fost selectat ca meridianul său 0. Are o înclinare axială de 4°,suficient de mică pentru ca regiunile polare ale lui Ceres să conțină cratere permanent umbrite, de la care se așteaptă să acționeze ca capcane reci și să acumuleze gheață în timp, similar cu ceea ce se întâmplă pe Lună și pe Mercur. Se așteaptă ca aproximativ 0,14% din moleculele de apă eliberate de la suprafață să ajungă în capcane, mutându-se în medie de trei ori înainte de a scăpa sau de a fi prinse. 
Dawn, prima navă spațială care să-l orbiteze pe Ceres, a stabilit că axa polară nordică este îndreptată către ascensia dreaptă 19 h 25 m 40,3 s (291,418°), declinație +66° 45' 50" (aproximativ 1,5 grade față de Delta Draconis), ceea ce înseamnă o înclinare axială de 4°.Aceasta înseamnă că pe Ceres variațiile sezoniere în lumina soarelui în funcție de latitudine sunt puține sau inexistente.  Pe parcursul a 3 milioane de ani, influența gravitațională a lui Jupiter și Saturn a declanșat schimbări ciclice în înclinarea axială a lui Ceres, variind de la 2 la 20 de grade, ceea ce înseamnă că variații în expunerea la Soare între anotimpuri au avut loc în trecut, ultima perioadă de activitate sezonieră estimată la acum 14.000 de ani. Acele cratere care rămân în umbră în perioadele de înclinare axială maximă sunt cel mai probabil să rețină gheață pe parcursul vieții Sistemului Solar. 

## Geologie
Ceres este cel mai mare asteroid din centura principală de asteroizi. A fost clasificat ca un asteroid de tip C sau carbonic, și, datorită prezenței mineralelor argiloase, ca un asteroid de tip G.  Compoziția sa este similară, deși nu identică, cu cea a meteoriților condrite carbonice.  Ca formă este un sferoid aplatizat, cu un diametru ecuatorial cu 8% mai mare decât diametrul său polar. Măsurătorile de la sonda spațială Dawn au găsit un diametru mediu de 939,4 kilometri (583,7 mi) și o masă de 9.39 ×1020 kg.  Acest lucru îi dă Ceres o densitate de 2.16 g/cm3, sugerând că un sfert din masa sa este gheață. 
Ceres cuprinde 40% masa estimată de (2394±5)×1018 kg a centurii de asteroizi și are de 3½ ori masa următorului asteroid, Vesta, dar are numai 1,3% din masa Lunii. Este cel puțin aproape de a fi în echilibru hidrostatic, deși unele abateri de la o formă de echilibru nu au fost încă explicate.  Presupunând că este în echilibru, Ceres este singura planetă pitică care este întotdeauna interior orbitei lui Neptun.  Modelarea a sugerat că materialul de rocă al lui Ceres este parțial diferențiat și că poate posedă un nucleu mic,  , dar datele sunt în concordanță cu o manta de silicați hidrați și niciun nucleu.  Diferențierea internă a lui Ceres poate fi legată de lipsa unui satelit natural, deoarece se crede că sateliții asteroizilor din centură se formează din perturbări colizionare, creând o structură nediferențiată, o grămadă de moloz.

### Suprafață

#### Compoziție
Compoziția suprafeței lui Ceres este omogenă la scară globală și este bogată în carbonați și filosilicați amoniatați care au fost modificați de apă , deși gheața din regolit variază de la aproximativ 10% la latitudini polare până la mult mai uscat, chiar la fără gheață, în regiunile ecuatoriale. 
Studiile care utilizează telescopul spațial Hubble arată că grafitul, sulful și dioxidul de sulf sunt prezente pe suprafața lui Ceres. Grafitul este evident rezultatul deteriorării spațiale pe suprafețele mai vechi ale lui Ceres; ultimii doi sunt volatili în condiții Cereriene și ar fi de așteptat fie să scape rapid, fie să se așeze în capcane reci și sunt în mod evident asociate cu zone cu activitate geologică relativ recentă. 
Compuși organici au fost detectați pe Ceres în craterul Ernutet,  și cea mai mare parte a suprafeței apropiate a planetei pitice este extrem de bogată în carbon, la aproximativ 20% din masă.  Conținutul de carbon este de peste cinci ori mai mare decât în meteoriții condrite carbonice analizați pe Pământ.  Carbonul de suprafață prezintă dovezi că este amestecat cu produse ale interacțiunilor rocă-apă, cum ar fi argile.  Această chimie sugerează că Ceres s-a format într-un mediu rece, poate în afara orbitei lui Jupiter, și că s-a acretat din materiale ultra-bogate în carbon în prezența apei, ceea ce ar putea oferi condiții favorabile chimiei organice. 

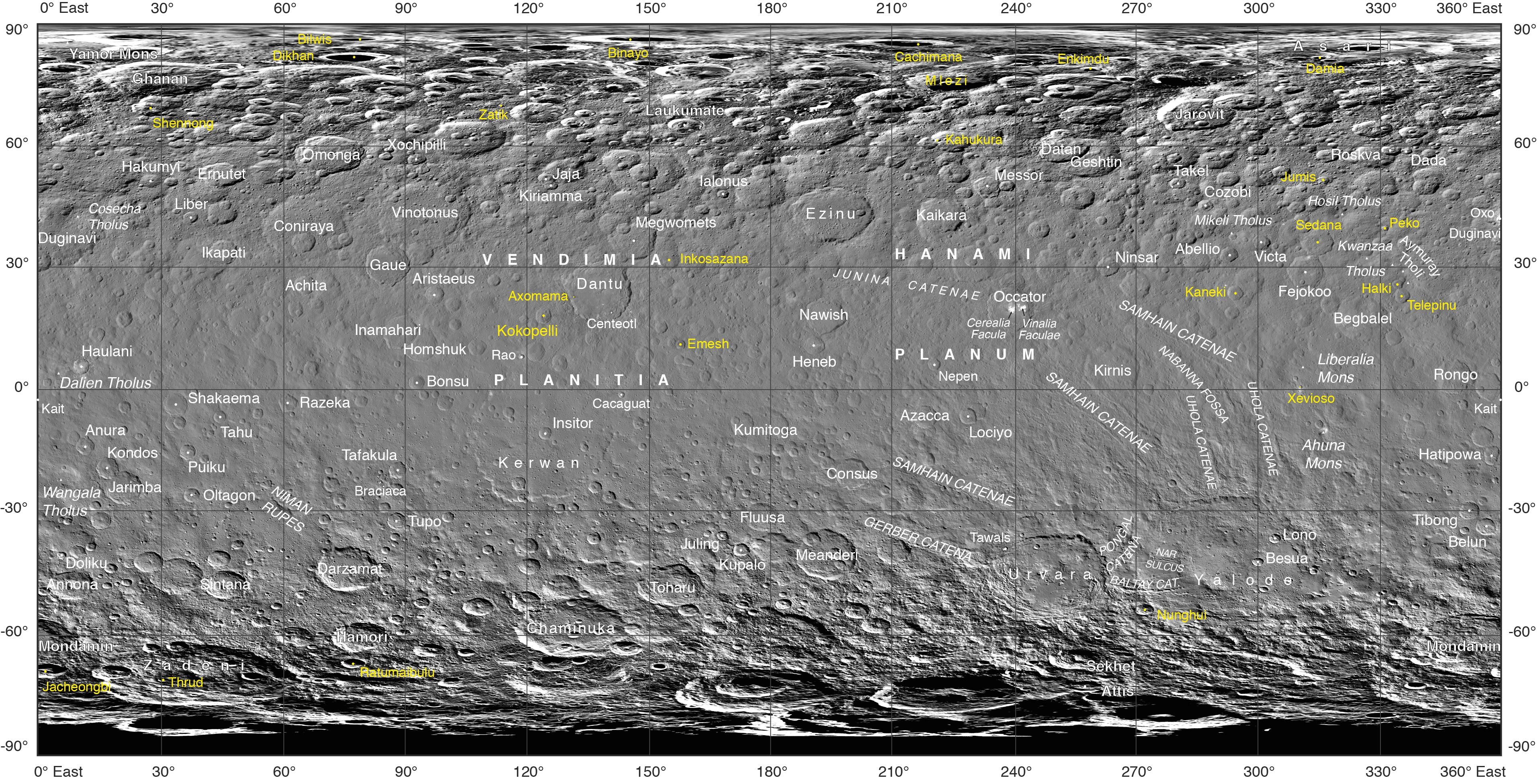
Hartă fotografică alb-negru a lui Ceres, centrată pe 180° longitudine, cu nomenclatură oficială (Septembrie 2017)
Ceres, regiuni polare (noiembrie 2015): Nord (stânga); sud (dreapta). Polul sud este umbrit. „Ysolo Mons” a fost redenumit de atunci în „Yamor Mons”.[82]

#### Cratere

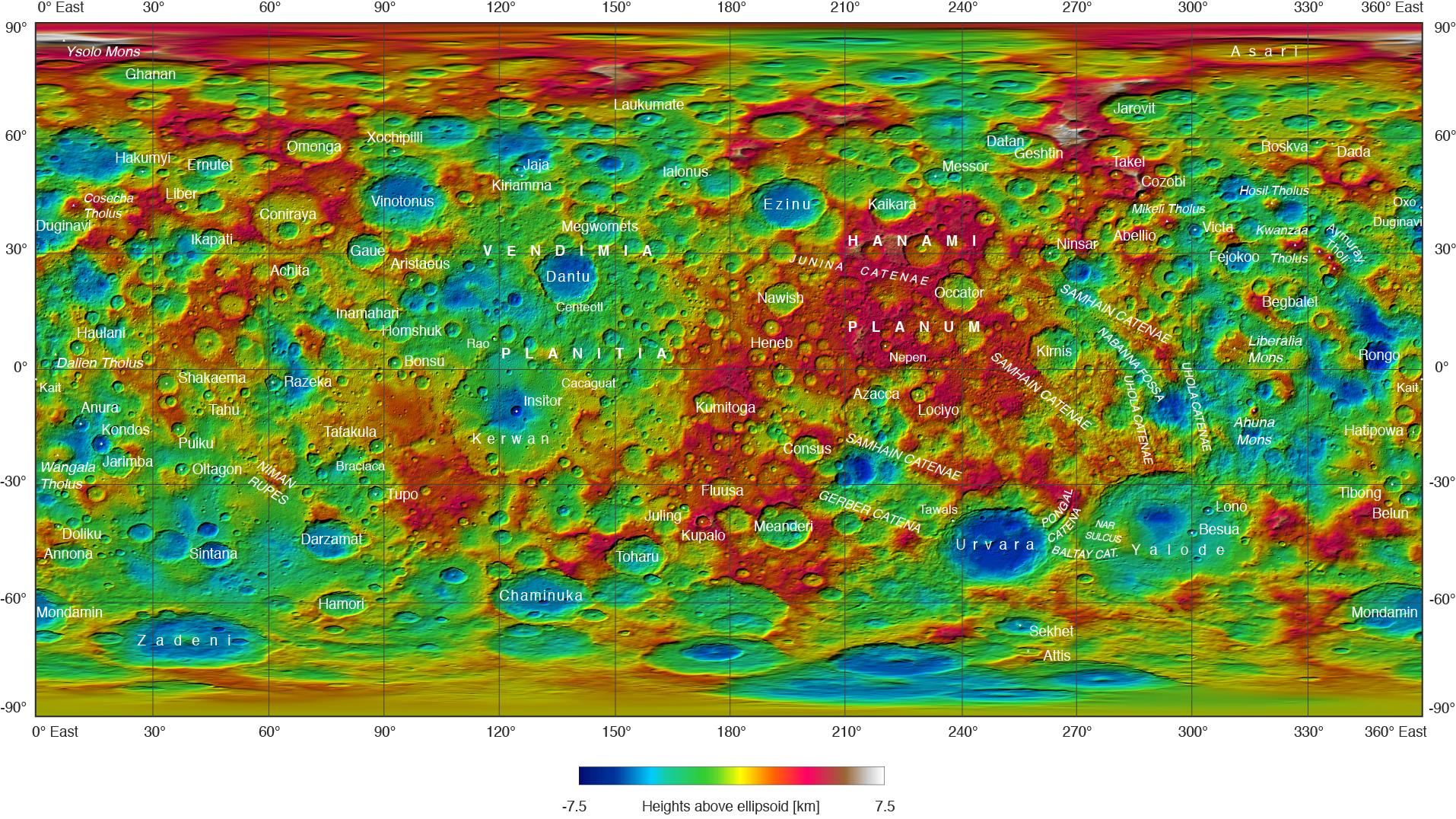
Hartă topografică a lui Ceres. Cele mai joase funduri de cratere (indigo) și cele mai înalte vârfuri (albe) reprezintă o diferență de 15 km în altitudine. „Ysolo Mons” a fost redenumit în „Yamor Mons”.

Dawn a dezvăluit că Ceres are o suprafață cu multe cratere, deși cu mai puține cratere mari decât se aștepta.  Modelele bazate pe formarea centurii actuale de asteroizi sugerau că Ceres ar trebui să posede 10 până la 15 cratere mai mari de 400 kilometri (250 mi) în diametru.  Cel mai mare crater confirmat de pe Ceres, bazinul Kerwan, are 284 kilometri (176 mi).  Motivul cel mai probabil pentru aceasta este relaxarea vâscoasă a crustei, care aplatizează încet impacturile mai mari. 
Regiunea polară nordică a lui Ceres prezintă mult mai multe cratere decât regiunea ecuatorială, cu regiunea ecuatorială de est în special, comparativ ușor craterizată.  Frecvența mărimii craterelor între 20 și 100 km (10 și 60 mi) este în concordanță cu faptul că își au originea în Marele bombardament târziu, cu cratere din afara regiunilor polare antice probabil șterse de criovulcanismul timpuriu.  Trei bazine mari de mică adâncime (planitiae) cu margini degradate sunt probabil cratere erodate.  Cea mai mare, Vendimia Planitia, de 800 km,  este, de asemenea, cea mai mare formă de relief de pe Ceres.  Două dintre cele trei au concentrații de amoniu mai mari decât media.
Dawn a observat 4.423 de bolovani mai mari de 105 metri în diametru pe suprafața lui Ceres. Acești bolovani s-au format probabil prin impacturi și se găsesc în interiorul sau în apropierea craterelor, deși nu toate craterele conțin bolovani. Bolovanii mari sunt mai numeroși la latitudini mai mari. Bolovanii de pe Ceres sunt fragili și se degradează rapid din cauza stresului termic (la răsărit și apus, temperatura suprafeței se schimbă rapid) și a impacturilor meteoritice. Vârsta lor maximă este estimată la 150 de milioane de ani, mult mai scurtă decât durata de viață a bolovanilor de pe Vesta.

#### Forme de relief tectonice
Deși Ceres nu are plăci tectonice , cu marea majoritate a formelor sale de relief fiind legate fie de impacturi, fie de activitatea criovulcanică, mai multe forme de relief potențial tectonice au fost identificate cu titlu provizoriu pe suprafața sa, în special în emisfera estică. Samhain Catenae, fracturi liniare la scară kilometrică de pe suprafața lui Ceres, nu au nicio legătură aparentă cu impacturile și au o asemănare mai puternică cu lanțurile de cretere gropi, care indică falii normale îngropate. De asemenea, mai multe cratere de pe Ceres au funduri de mică adâncime, fracturate, compatibile cu intruziunea criomagmatică. 

#### Criovulcanism
Ceres are un munte proeminent, Ahuna Mons; acest vârf pare a fi un criovulcan și are puține cratere, ceea ce sugerează o vârstă de cel mult 240 de milioane de ani.  Câmpul său gravitațional relativ ridicat sugerează că este dens și, prin urmare, este compus mai mult din rocă decât din gheață și că plasarea sa se datorează probabil diapirismului unei suspensii de saramură și particule de silicat din partea superioară a mantalei.  Este aproximativ antipodal față de bazinul Kerwan. Energia seismică din impactul de formare a lui Kerwan s-ar fi putut concentra pe partea opusă a lui Ceres, fracturând straturile exterioare ale crustei și facilitând mișcarea criomagmei de înaltă viscozitate (formată din gheață noroioasă înmuiată de conținutul său de săruri) pe suprafață.  Kerwan arată dovezi ale efectelor apei lichide din cauza topirii prin impact a gheții subterane. 
O simulare pe computer din 2018 sugerează că criovulcanii de pe Ceres, odată formați, se retrag din cauza relaxării vâscoase pe parcursul a câteva sute de milioane de ani. Echipa a identificat 22 de forme de relief ca fiind candidați puternici pentru criovulcani relaxați de pe suprafața lui Ceres.   Yamor Mons, un vârf străvechi, cu cratere, seamănă cu Ahuna Mons, în ciuda faptului că este mult mai vechi, deoarece se află în regiunea polară a lui Ceres, unde temperaturile mai reci împiedică relaxarea vâscoasă a crustei.  Modelele sugerează că, în ultimele miliarde de ani, pe Ceres s-a format un criovulcan, în medie, la fiecare 50 de milioane de ani.  Erupțiile nu sunt distribuite uniform pe Ceres, dar pot fi legate de bazinele de impact antice.  Modelul sugerează că, spre deosebire de descoperirile de la Ahuna Mons, criovulcanii Cererieni trebuie să fie compuși din material mult mai puțin dens decât media pentru crusta lui Ceres, altfel relaxarea vâscoasă observată nu ar putea avea loc. 
Un număr neașteptat de mare de cratere Cereriene au gropi centrale, probabil din cauza proceselor criovulcanice, în timp ce altele au vârfuri centrale.  Sute de puncte luminoase ( aculae) au fost observate de Dawn, cele mai strălucitoare situate la mijlocul Craterului Occator de 80 de km.  Pata luminoasă din centrul lui Occator se numește Cerealia Facula,  și grupul de puncte luminoase la est de el, Vinalia Faculae.  Occator posedă o groapă cu o lățime de 9 – 10 km parțial umplută de un dom central. Domul datează de după faculae și se datorează probabil înghețului unui rezervor subteran, comparabil cu pingourile din regiunea arctică a Pământului.   O ceață apare periodic deasupra lui Cerealia, susținând ipoteza că un fel de degajare sau sublimare a gheții a format punctele luminoase.  În martie 2016, Dawn a găsit dovezi definitive ale moleculelor de apă pe suprafața lui Ceres la craterul Oxo. 
Pe 9 decembrie 2015, oamenii de știință de la NASA au raportat că punctele luminoase de pe Ceres se pot datora unui tip de sare, în special saramură evaporată care conține sulfat de magneziu hexahidrat (MgSO4·6H2O); s-a constatat că petele sunt, de asemenea, asociate cu argile bogate în amoniac.  Spectrele în infraroșu apropiat ale acestor zone luminoase au fost raportate în 2017 ca fiind în concordanță cu o cantitate mare de carbonat de sodiu (Na
2CO
3) și cantități mai mici de clorură de amoniu (NH
4Cl) sau bicarbonat de amoniu (NH
4HCO
3).   S-a sugerat că aceste materiale provin din cristalizarea saramurilor care au ajuns la suprafață.  În august 2020, NASA a confirmat că Ceres era un corp bogat în apă, cu un rezervor adânc de saramură care s-a infiltrat la suprafață în sute de locații  provocând „pete luminoase”, inclusiv cele din craterul Occator. 

### Structură internă
- Scoarță exterioară groasă (gheță, săruri, minerale hidratate)
- Lichid bogat în sare (saramură) și rocă
- Manta (rocă hidrată)

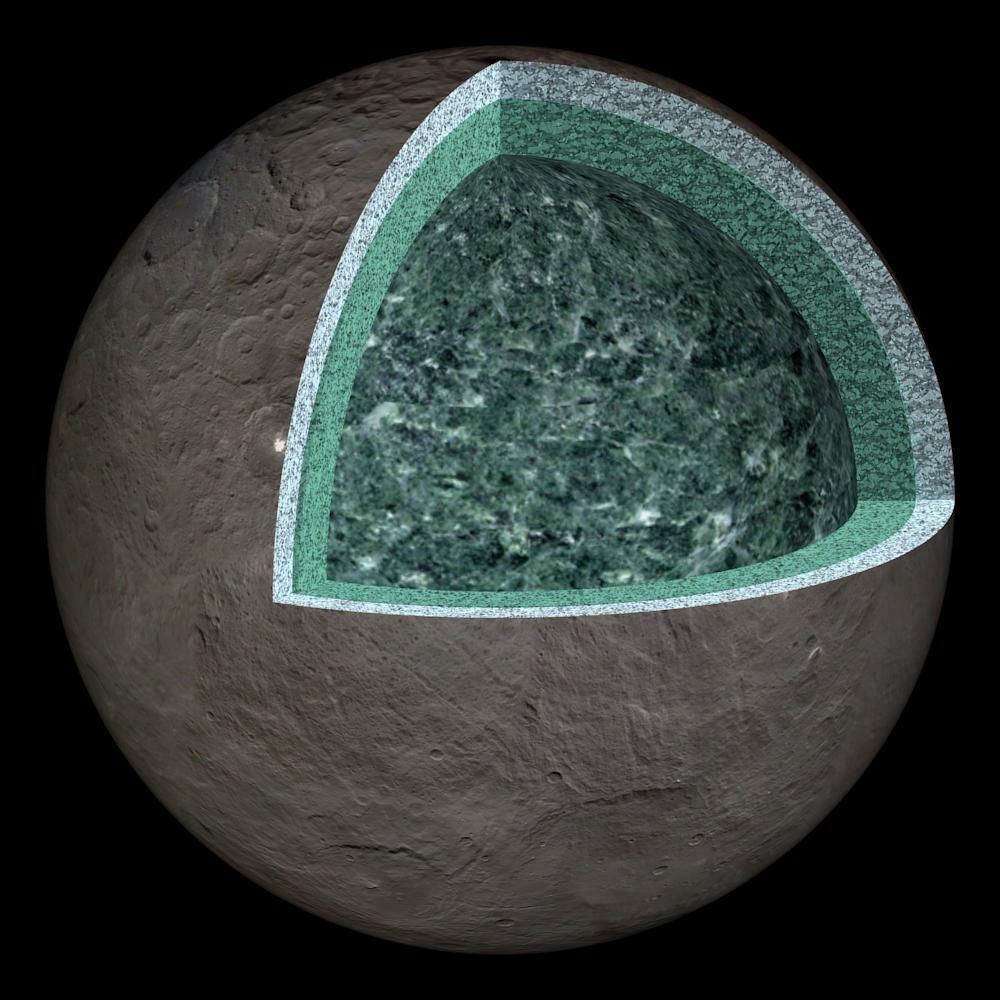
Model în trei straturi al structurii interne a lui Ceres:
- Scoarță exterioară groasă (gheță, săruri, minerale hidratate)
- Lichid bogat în sare (saramură) și rocă
- Manta (rocă hidrată)

Geologia activă a lui Ceres este condusă de gheață și saramură. Se estimează că apa care scapă din rocă are o salinitate de aproximativ 5%. În total, Ceres este aproximativ 50% apă în volum (comparativ cu 0,1% pentru Pământ) și 73% rocă în masă. 
Cele mai mari cratere ale lui Ceres sunt adânci de câțiva kilometri, incompatibil cu o suprafață subțire bogată în gheață. Faptul că suprafața a păstrat cratere de aproape 300 km în diametru indică faptul că stratul cel mai exterior al lui Ceres este de aproximativ 1000 de ori mai puternic decât gheața. Acest lucru este în concordanță cu un amestec de silicați, săruri hidrate și clatrați de metan, cu cel mult aproximativ 30% gheață în volum.  
Măsurătorile gravitaționale de la Dawn au generat trei modele concurente pentru interiorul lui Ceres.  În modelul cu trei straturi, se crede că Ceres este alcătuit dintr-o scoarță exterioară de 40 km grosime din gheață, săruri și minerale hidrate și o manta noroioasă interioară de rocă hidratată, cum ar fi argile, separate de un strat intermediar cu o grosime de 60 km dintr-un amestec noroios de saramură și rocă.  Nu este posibil să ne dăm seama dacă în centrul al lui Ceres se află lichid sau un nucleu de material dens bogat în metal,  dar densitatea centrală scăzută sugerează că poate păstra o porozitate de aproximativ 10%.  Un studiu a estimat densitățile nucleului și ale mantalei/scoarței la 2,46–2,90 și 1,68–1,95 g/cm 3, respectiv, mantaua și scoarța împreună având 70-190 km grosime. Este de așteptat doar deshidratarea parțială (expulzarea gheții) din nucleu, deși densitatea mare a mantalei în raport cu gheața reflectă îmbogățirea acesteia în silicați și săruri.  Adică, nucleul (dacă există), mantaua și scoarța constau toate din rocă și gheață, deși în proporții diferite.
Compoziția minerală a lui Ceres poate fi determinată (indirect) doar pentru cei 100 km exteriori. Crusta exterioară solidă cu o grosime de 40 km este un amestec de gheață, săruri și minerale hidrate. Sub acesta se află un strat care poate conține o cantitate mică de saramură. Aceasta se extinde până la o adâncime de cel puțin 100 km, limita de detectare. Sub aceasta se crede că este o manta dominată de roci hidrate, cum ar fi argile. 
Într-un model cu două straturi, Ceres constă dintr-un nucleu de condrule și o manta de gheață amestecată cu particule solide de dimensiunea micronilor ("noroi"). Sublimarea gheții la suprafață ar lăsa un depozit de particule hidrate de aproximativ 20 de metri grosime. Intervalul de diferențiere este în concordanță cu datele, de la un nucleu mare, de 360 km făcut din 75% condrule și 25% particule și o manta de 75% gheață și 25% particule, până la un mic nucleu de 85 km format aproape în întregime din particule și o manta de 30% gheață și 70% particule. Cu un nucleu mare, limita nucleu-manta trebuie să fie suficient de caldă pentru buzunare de saramură. Cu un nucleu mic, mantaua ar trebui să rămână lichidă sub 110 km. În cazul din urmă, o înghețare de 2% a rezervorului de lichid ar comprima suficient lichidul pentru a forța o parte la suprafață, producând criovulcanism. 
Un al doilea model cu două straturi sugerează o diferențiere parțială a lui Ceres într-o crustă bogată în volatile și o manta mai densă de silicați hidrați. O gamă de densități pentru scoarță și manta poate fi calculată din tipurile de meteoriți despre care se crede că l-au impactat pe Ceres. Cu meteoriți din clasa CI (densitate 2,46 g/cm3 ), scoarța ar avea o grosime de aproximativ 70 km și o densitate de 1,68 g/cm3; cu meteoriți din clasa CM (densitate 2,9 g/cm3), scoarța ar avea o grosime de aproximativ 190 km și o densitate de 1,9 g/cm3. Modelarea cea mai potrivită dă o scoarța cu o grosime de aproximativ 40 km și cu o densitate de aproximativ 1,25 g/cm3 și o densitate manta/nucleu de aproximativ 2,4 g/cm3.

## Atmosferă
În 2017, Dawn a confirmat că Ceres are o atmosferă tranzitorie de vapori de apă.  Dovezi ale unei atmosfere au apărut la începutul anului 2014, când Observatorul Spațial Herschel a detectat surse localizate de vapori de apă la latitudini medii pe Ceres, nu mai mari de 60 km în diametru, care eliberează fiecare aproximativ 1026 de molecule (3 kg) de apă pe secundă.    Două regiuni sursă potențiale, denumite Piazzi (123°E, 21°N) și Regiunea A (231°E, 23°N), au fost observate în infraroșu apropiat ca zone întunecate (Regiunea A are și un centru luminos) de Observatorul Keck. Mecanismele posibile pentru eliberarea vaporilor sunt sublimarea a aproximativ 0.6 km2 de gheață de la suprafață expusă, erupții criovulcanice rezultate din căldura internă radiogenă,  sau presurizarea unui ocean subteran din cauza îngroșării unui strat de gheață de deasupra.  În 2015, David Jewitt l-a inclus pe Ceres în lista sa de asteroizi activi.  Gheața de la suprafață este instabilă la distanțe mai mici de 5 AU de la Soare,  deci este de așteptat să se sublime dacă este expusă direct la radiația solară. Gheața poate migra din straturile adânci ale lui Ceres la suprafață, dar scapă în scurt timp. Sublimarea la suprafață ar fi de așteptat să fie mai mică atunci când Ceres este mai departe de Soare pe orbita sa, în timp ce emisiile alimentate intern nu ar trebui să fie afectate de poziția sa orbitală. Datele limitate disponibile anterior au fost în concordanță cu sublimarea în stil cometar,  deși dovezile ulterioare de la Dawn sugerează cu tărie că activitatea geologică în curs ar putea fi cel puțin parțial responsabilă. 
Studiile care utilizează detectorul de raze gamma și neutroni al lui Dawn (GRaND) arată că Ceres accelerează electronii din vântul solar; cea mai acceptată ipoteză este că acești electroni sunt accelerați de coliziunile dintre vântul solar și o exosferă slabă de vapori de apă. Șocuri de arc ca acestea ar putea fi explicate și printr-un câmp magnetic tranzitoriu, dar acest lucru este considerat mai puțin probabil, deoarece interiorul Ceresului nu este considerat a fi suficient de conductiv electric.Exosfera subțire a lui Ceres este reîncărcată în mod continuu prin expunerea petelor de gheață de impacturi, difuzia gheții prin scoarța poroasă de gheață și împrăștierea protonilor în timpul activității solare.    Viteza acestei difuzii de vapori crește cu dimensiunea granulelor  și este puternic afectată de o manta globală de praf constând dintr-un agregat de particule de aproximativ 1 micron. Reîncărcarea exosferică prin sublimare este foarte mică, rata actuală de degajare fiind de numai 0,003 kg/s.  Au fost încercate diverse modele ale unei exosfere existente, inclusiv modele numerice de traiectorie balistică, folosind metoda Monte Carlo (DSMC) și de calote polare.   Rezultatele au arătat un timp de înjumătățire al apei exosferei de 7 ore de la modelul traiectoriei balistice, o rată de degazare de 6 kg/s cu o atmosferă subțire optic susținută timp de zeci de zile folosind un model DSMC și calote polare sezoniere formate din livrarea apei din exosferă folosind modelul calotei polare. Mobilitatea moleculelor de apă în exosferă este dominată de hopuri balistice cuplate cu interacțiunea suprafeței, cu toate acestea se cunosc mai puține despre interacțiunile directe cu regoliții planetari.

## Origine și evoluție
Ceres este o protoplanetă supraviețuitoare care s-a format acum 4,56 miliarde de ani; alături de Pallas și Vesta, unul din trei rămași în sistemul solar interior , restul fie au fuzionat pentru a forma planete telurice, fie au fost spulberate în ciocniri , fie aruncate din sistem de Jupiter.  În ciuda locației sale actuale, compoziția lui Ceres nu este în concordanță cu o formare în centura de asteroizi. Se pare mai degrabă că s-a format între orbitele lui Jupiter și Saturn și a fost mutat în centura de asteroizi pe măsură ce Jupiter a migrat în exterior.  Descoperirea sărurilor de amoniac în craterul Occator susține o origine în sistemul solar exterior, deoarece amoniacul este mult mai abundent în acea regiune. 
Evoluția geologică timpurie a lui Ceres a fost dependentă de sursele de căldură disponibile în timpul și după formarea sa: energia de impact din acreția planetezimală și dezintegrarea radioizotopilor (incluzând posibili radioizotopi dispăruți de scurtă durată, cum ar fi aluminiul-26). Acestea ar fi fost suficiente pentru a-i permite lui Ceres să se diferențieze într-un nucleu de rocă și o manta de gheață,  și chiar într-un ocean de apă lichidă la scurt timp după formarea sa.  Acest ocean de apă ar fi trebuit să lase un strat de gheață sub suprafață în timp ce a înghețat. Faptul că Dawn nu a găsit nicio dovadă a unui astfel de strat sugerează că scoarța originală a lui Ceres a fost cel puțin parțial distrusă de impacturile ulterioare, amestecând temeinic gheața cu sărurile și materialul bogat în silicați din fundul mării antice și materialul de dedesubt. 
Ceres posedă un număr surprinzător de mic de cratere mari, ceea ce sugerează că relaxarea vâscoasă și criovulcanismul au șters fomele de relief mai vechi.  Prezența argilelor și carbonaților necesită reacții chimice la temperaturi de peste 50°C, în concordanță cu activitatea hidrotermală. 
Ceres a devenit considerabil mai puțin activ din punct de vedere geologic odată cu timpul, cu o suprafață dominată de cratere de impact; cu toate acestea, dovezile de la Dawn dezvăluie că procesele interne au continuat să sculpteze suprafața lui Ceres într-o măsură semnificativă și contrar așteptărilor anterioare că dimensiunile  mici ale lui Ceres i-ar fi oprit activitatea geologic la începutul istoriei sale. 

## Locuibilitate

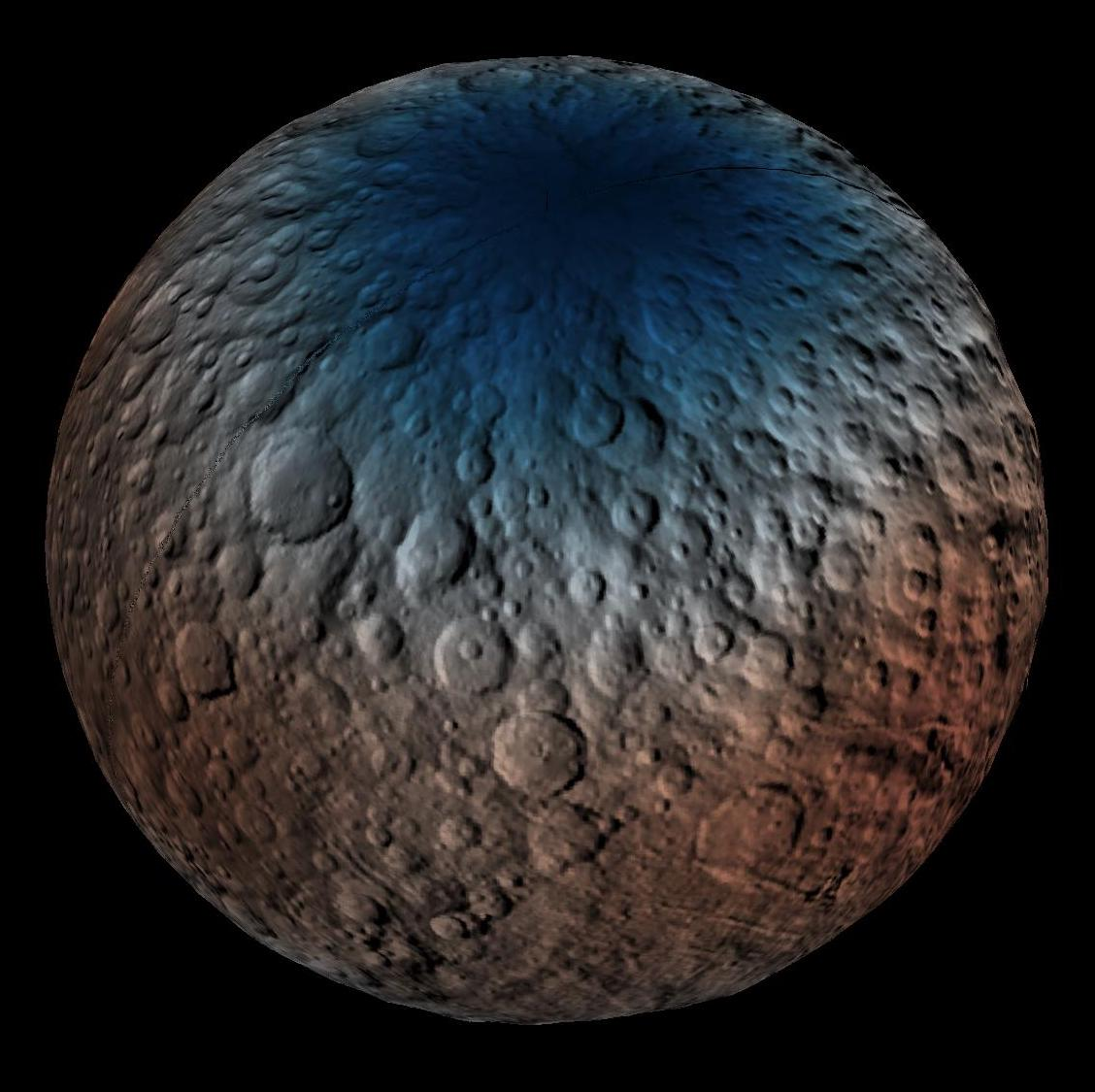
Concentrația de hidrogen (albastru) în metrul superior de regolit indicând prezența gheții

Deși Ceres nu este discutat la fel de activ ca o potențială casă pentru viața extraterestră microbiană precum Marte, Europa, Enceladus sau Titan, are cea mai multă apă din orice corp din Sistemul Solar interior după Pământ,  și probabilele buzunare de saramură de sub suprafața sa ar putea oferi habitate pentru viață.  Deși nu suferă o încălzire mareică, ca Europa sau Enceladus, este suficient de aproape de Soare și conține destui izotopi radioactivi cu viață lungă, pentru a păstra apa lichidă în subsol pentru perioade lungi de timp.  Detectarea de la distanță a compușilor organici și prezența apei amestecate cu 20% carbon în masă pe suprafața sa ar putea oferi condiții favorabile chimiei organice.  Dintre elementele biochimice, Ceres este bogat în carbon, hidrogen, oxigen și azot, dar fosforul nu a fost încă detectat , iar sulful, în ciuda faptului că a fost sugerat de observațiile în ultraviolete Hubble, nu a fost detectat de Dawn. 

## Observare și explorare

### Observare

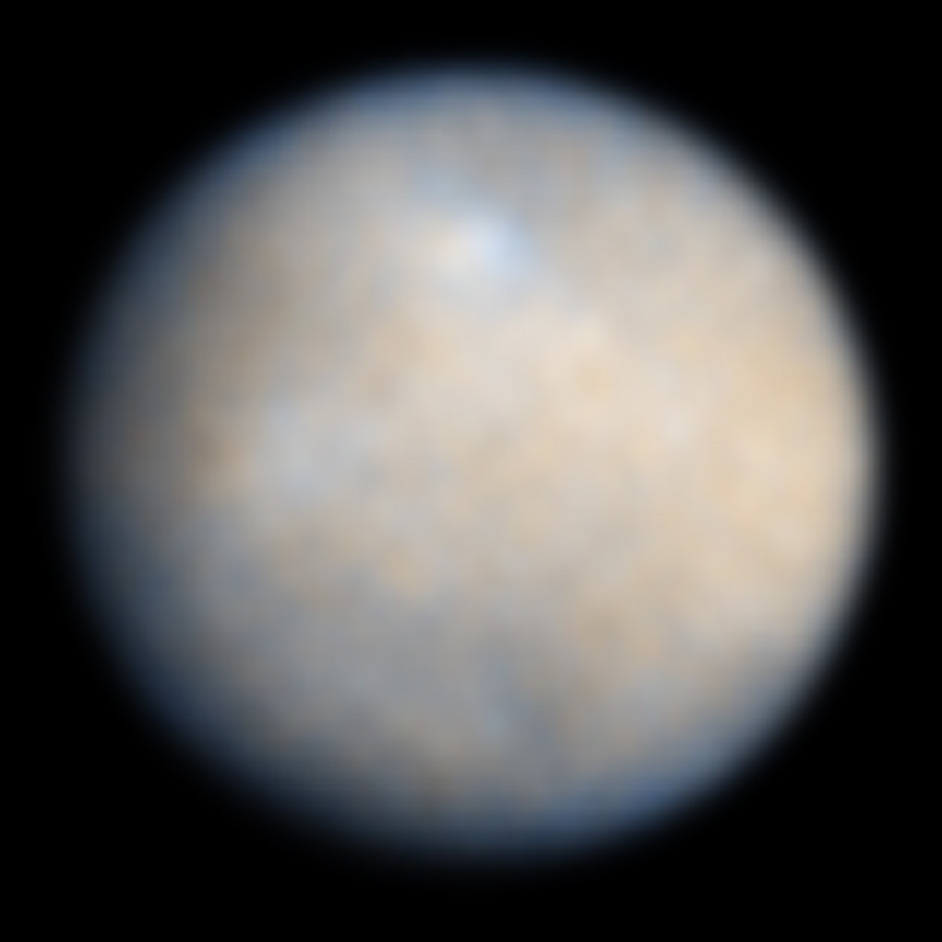
O imagine îmbunătățită făcută de Hubble a lui Ceres, cea mai bună obținută de pe Pământ, realizată în 2004

Când se află la opoziție în apropierea periheliului său, Ceres poate atinge o magnitudine aparentă de +6,7.  Aceasta este prea slabă pentru a fi vizibilă cu ochiul liber, dar în condiții ideale de observare, ochi ageri ar putea să-l vadă.  Vesta este singuriul alt asteroid care poate atinge o magnitudine la fel de mare în mod regulat, în timp ce Pallas și 7 Iris doar atunci când sunt și în opoziție și în apropierea periheliului.  Când este laconjuncție, Ceres are o magnitudine de aproximativ +9,3, ceea ce corespunde celor mai slabe obiecte vizibile cu un binoclu de 10×50; astfel poate fi văzut cu un astfel de binoclu într-un cer natural întunecat și senin în jurul Lunii noi. 
Pe 13 noiembrie 1984, a fost observată o ocultație a stelei BD+8°471 de către Ceres în Mexic, Florida și în Caraibe, permițând măsurători mai bune ale dimensiunii, formei și albedo-ului acestuia.  Pe 25 iunie 1995, Hubble a obținut imagini în ultraviolete ale lui Ceres cu o rezoluție de 50 km.  În 2002, Observatorul Keck a obținut imagini în infraroșu cu o rezoluție de 30 km folosind optica adaptivă. 
Înainte de misiunea Dawn, doar câteva forme de relief fuseseră detectate fără ambiguitate pe Ceres. Imaginile ultraviolete de înaltă rezoluție realizate de Telescopul Spațial Hubble în 1995 au arătat o pată întunecată pe suprafața sa, care a fost supranumită „Piazzi” în onoarea descoperitorului lui Ceres.  Se credea că este un crater. Imaginile cu lumină vizibilă făcute Hubble ale unei rotații complete în 2003 și 2004 au arătat 11 forme de relief recunoscute, ale căror naturi erau nedeterminate.   Una dintre acestea corespundea zonei Piazzi.  Imaginile în infraroșu apropiat de-a lungul unei întregi rotații, realizate cu optică adaptivă de către Observatorul Keck în 2012, au arătat zone luminoase și întunecate care se mișcă odată cu rotația lui Ceres.  Două regiuni întunecate aveau forme circulare și se presupunea că sunt cratere; Sa observat că unul dintre ele are o regiune centrală strălucitoare, în timp ce altul a fost identificat drept zona Piazzi. Dawn a dezvăluit în cele din urmă că Piazzi este o regiune întunecată în mijlocul Vendimia Planitia, aproape de craterul Dantu, iar cealaltă zonă întunecată se află în Hanami Planitia și aproape de craterul Occator. 

### MisiuneaDawn

Animație a traiectoriei Dawn în jurul lui Ceres de pe 1 februarie 2015 până în 1 februarie 2025
Dawn
Ceres

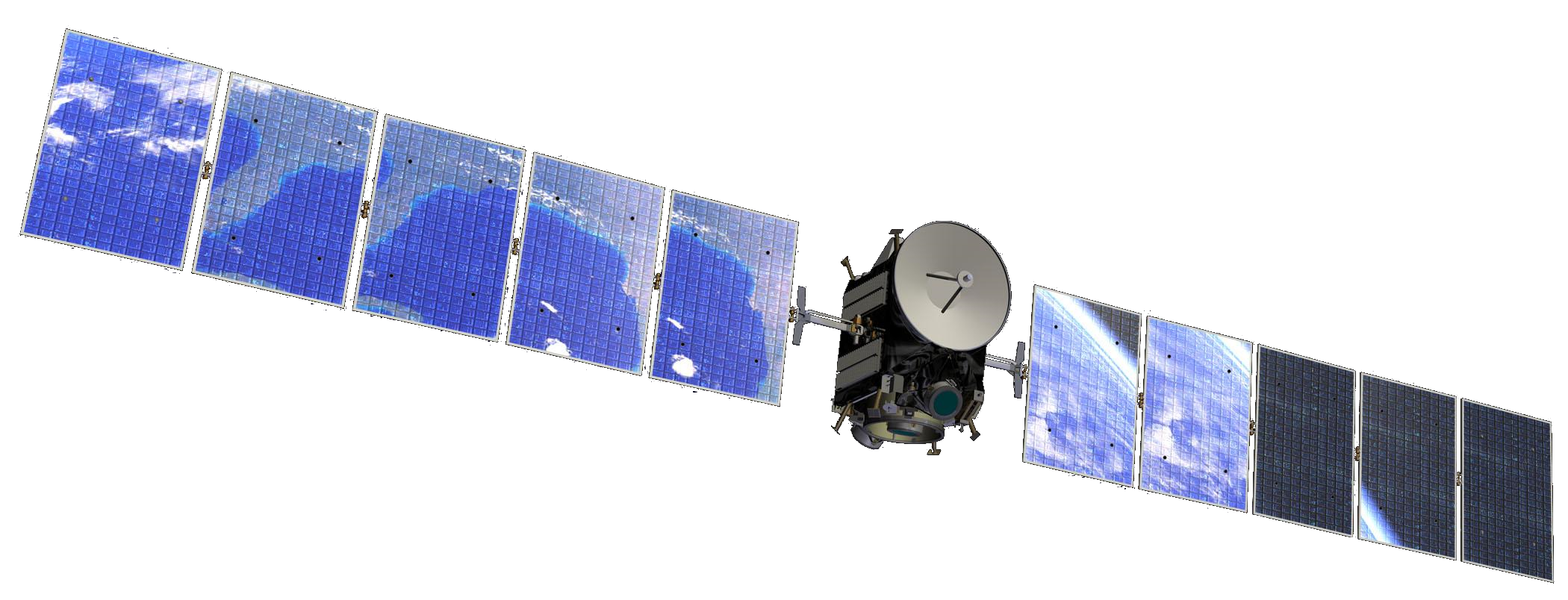
Artist's conception of Dawn spacecraft

La începutul anilor 1990, NASA a inițiat Programul Discovery, care urma să fie o serie de misiuni științifice cu costuri reduse. În 1996, echipa de studiu a programului a recomandat ca prioritate mare o misiune de explorare a centurii de asteroizi folosind o sondă spațială cu un motor ionic. Finanțarea acestui program a rămas problematică timp de aproape un deceniu, dar până în 2004 vehiculul Dawn trecuse de revizuirea critică a designului. 
Dawn, prima misiune spațială care i-a vizitat fie pe Vesta, fie pe Ceres a fost lansată pe 27 septembrie 2007.  Pe 3 mai 2011, Dawn a făcut prima imagine de direcționare de la 1.200.000 km de Vesta.  După ce a orbitat-o pe Vesta timp de 13 luni, Dawn și-a folosit motorul ionic pentru a pleca spre Ceres, captarea gravitațională a avut loc pe 6 martie 2015  la o separare de 61.000 km,  cu patru luni înainte de zborul New Horizons pe lângă Pluto. 
Instrumentele navei spațiale au inclus o cameră de încadrare, un spectrometru vizual și infraroșu și un detector de raze gamma și neutroni. Aceste instrumente au examinat forma lui Ceres și compoziția elementară.  Pe 13 ianuarie 2015, când Dawn s-a apropiat de Ceres, nava spațială a făcut primele imagini cu o rezoluție apropiată de cea a lui Hubble, dezvăluind cratere de impact și o mică pată cu albedo ridicat pe suprafață, aproape de aceeași locație ca cea observată anterior. Sesiuni suplimentare de imagistică, cu o rezolutie din ce in ce mai buna, au avut loc din ferbruarie până în aprilie. 
Profilul misiunii Dawn i-a cerut să-l studieze pe Ceres dintr-o serie de orbite polare circulare la altitudini succesiv mai mici. A intrat pe prima sa orbită de observație („RC3”) în jurul lui Ceres la o altitudine de 13.500 km pe 23 aprilie 2015, rămânând doar o orbită (15 zile).   Nava spațială și-a redus ulterior distanța orbitală la 4.400 km pentru a doua sa orbită („studiu”) de observație timp de trei săptămâni,  apoi până la 1.470 ("HAMO;" orbită de cartografiere la altitudine mare) timp de două luni  și apoi până la orbita sa finală la 375 km ("LAMO;" orbită de cartografiere la altitudine mică) timp de cel puțin trei luni.  În octombrie 2015, NASA a lansat un portret în culori adevărate al lui Ceres realizat de Dawn.  În 2017, misiunea lui Dawn a fost extinsă pentru a efectua o serie de orbite mai apropiate și mai strânse în jurul lui Ceres, până când hidrazina folosită pentru a-și menține orbita sa epuizat. 
Dawn a descoperit imediat dovezi ale criovulcanismului. Două puncte luminoase distincte (sau forme de relief cu albedo ridicat) în interiorul unui crater (diferite de punctele luminoase observate în imaginile anterioare Hubble)  au fost văzute într-o imagine de pe 19 februarie 2015, ceea ce a condus la speculații despre o posibilă origine criovulcanică  sau din degajare.  Pe 2 septembrie 2016, oamenii de știință din echipa Dawn au susținut într-o lucrare Science că Ahuna Mons a fost cea mai puternică dovadă de până acum pentru formele de relief criovulcanice pe Ceres.  Pe 11 mai 2015, NASA a lansat o imagine cu rezoluție mai mare care arată că petele erau de fapt compuse din mai multe pete mai mici.  Pe 9 decembrie 2015, oamenii de știință de la NASA au raportat că punctele luminoase de pe Ceres pot fi legate de un tip de sare, în special de o formă de saramură care conține sulfat de magneziu hexahidrat (MgSO4·6H2O); s-a găsit, de asemenea, că petele sunt asociate cu argile bogate în amoniac.  În iunie 2016, spectrele în infraroșu apropiat ale acestor zone luminoase s-au dovedit a fi în concordanță cu o cantitate mare de carbonat de sodiu (Na2CO3), ceea ce sugerează că activitatea geologică recentă a fost probabil implicată în crearea punctelor luminoase. 
Din iunie până în octombrie 2018, Dawn a orbitat în jurul lui Ceres de la o apropiere de 35 km până la o depărtare de 4.000 km.  Misiunea Dawn s-a încheiat pe 1 noiembrie 2018, după ce nava spațială a rămas fără combustibil. 

### Misiuni viitoare
În 2020, o echipă ESA a propus conceptul Misiunii Calathus, o misiune ulterioară către craterul Occator, pentru a returna pe Pământ o mostră din faculaele strălucitoare cu carbonatați și compuși organici întunecați.  Agenția Spațială Chineză proiectează o misiune de returnare a unei mostre de pe Ceres, care ar urma să aibă loc în anii 2020. 

## Vezi și
- Colonizarea lui Ceres
- Listă de asteroizi notabili
- Listă de forme de relief pe Ceres